# Espacio sobrio
En matemáticas, particularmente en topología, un espacio topológico X es sobrio si para todo cerrado C de X que no contenga estrictamente a un cerrado no vacío más pequeño, existe un único punto x en X tal que C es la clausura del singulete {x}. 
Cualquier espacio de Hausdorff T2 es sobrio, y todos los espacios sobrios son Kolmogorov T0. La sobriedad no es comparable a T1.
La sobriedad de X es precisamente la condición que fuerza a que el anillo C0 (X, R) de las funciones continuas con valores reales definidas en X determine la topología de X. La sobriedad hace del (pre)orden de especialización un orden parcial. 